# 同色扁担杆
同色扁担杆（学名：Grewia concolor），为椴树科扁担杆属下的一个植物种。其种加词“concolor”意为“同色的”。